# Петър Топузов
Петър Иванов Топузов е читалищен деец от Казанлък, основател на вестник „Искра“, училище и музей.

## Ранни години
Топузов е роден в Казанлък на 20 юни 1866 г. Начално образование получава в родния си град, а от 1884 г. се обучава в Пловдивската гимназия. След това завършва курса за запасни офицери.
Постъпва на военна служба. Редица години заема длъжности в военното ведомство.
Бай Петър, както го наричат неговите съвременници, е сред първите членове на дружината „Искра“. Взема участие в духовния живот на дружината, заедно с други дейци като Христо Милев, Б. Бояджиев, Антон Попов. Освен това е деен участник в литературни четения, изнася сказки на теми „Пиянството и вредата от него“, „Ползата от прочитането“, „За хайдутите“, „Черковният въпрос“ и др.

## Драматургия
Приживе Петър Топузов издава своята драма в 5 действия „Да живее България“. На корицата е отпечатано „Цена произволна“, а Топузов желае „дадена сума повече от 10 лева да се внася във фонда за построяване на постройка за помещение на музей „Искра“.

## Краеведски музей
Още като ученик в Пловдивската гимназия, Топузов е редовен посетител на Областната библиотека и се запознава с нейния музей. Така у него се ражда идеята да основе такъв и в Казанлък.
Настояването му пред читалищното настоятелство не дава резултат и затова решава сам да започне работата през 1901 г. Така в малка стаичка, определена за кухня при бюфета на театъра, подрежда в шкаф няколко предмета: средновековна стрела, сребърна монета на цар Светослав Тертер, ятаган от театралния гардероб, черното знаме, с което за първи път се чества на Бузлуджа подвигът на Хаджидимитровата чета, част от старинен мраморен шадраван. А на най-видно място поставя 28-килограмова тиква.
Първият посетител на музея – младият художник Иван Енчев-Видю, се съгласява да помогне на инициативния Петър Топузов. Над вратата на стаята рисува красивия надпис „Музей за старини и изкуства“, а заедно с бай Петър и неговия брат Стефан издирват и пренасят в музея каквито старини намерят. Топузов пише и печата упътвания за събиране на старини, които раздава на посетителите на музея. След известно време усилията им дават резултат – дори селяните и учениците започват да носят антикварни предмети и така до края на годината са събрани 804 предмета и дарения 25 502 лв. Сред ценните предмети са печат на революционния комитет в Букурещ, златни монети, старинни ръкописи – всичко донесено като подаръци. Създава се художествена галерия, в която дори днес се виждат много творения от бележити български художници като А. Митов, Ж. Спиридонов, Андрей Николов, Борис Михайлов, Борис Шатц, Стефан Иванов, Александър Божинов, Радойков и други
Този музей играе ключова роля за спасяването на читалището от финансовата криза, в която е изпаднало: предприемайки строежа на нова сграда, през 1901 г., читалищните дейци задлъжняват с около 80 000 лв. и са на път да изгубят целия дружествен имот. Самият Топузов с болка си спомня: „...всичко беше напуснато, като стока без стопанин. Почти никакви гости не посещаваха „Искра“, нямаше и кой да ги посреща...“ Музеят обаче сплотява гражданството. С общи усилия и с подкрепата на казанлъшката колония в София финансовият проблем се разрешава благополучно.
В музея се оформят 4 отдела: археологически, исторически, нумизматичен и художествен.
За подпомагане на събирателската работа Иван Енчев-Видю предлага да се основе туристическо дружество, предвижда се съставяне на илюстрован каталог на колекцията. Създателите на музея замислят туристическа атракция специално за посетителите чужденци – демонстрация на варене на рози.
Най-трудната година за музейната работа е след края на Първата световна война. В писмо Топузов споделя: „За да успее музеят, както мечтая, трябваше да бъда или калугер, или милионер. Иска се и време, искат се и пари, иска се и специално масивно каменно здание със зали, с орехови шкафове и витрини, иска се поетическо настроение, а през 1918/19 г. аз преживях с груба проза, с борба за живот, при общата скъпотия…“

## Училище и изложба
По времето на Петър Топузов много от децата на бедните граждани нямат възможност да посещават училище и са принудени да „постъпват слугинчета или чираци из разните работилници“. Той редовно става свидетел на техните мъки и решава да в града да се открие чирашко училище. След множество писма до управата инициативата му е успешна. Самият Чудомир известно време е преподавател там.
Друга инициатива на Топузов е създването на селскостопанска изложба. Открита е в читалището през 1923 г. Всяко село, фабрика и работилница изпраща от своето производство.

## Вестник „Искра“
За да свърже селата с града и да „да ни запознае с нуждите, болките и живота на околията“, Топузов започва сам да издава вестник, а по-късно привлича Гено Дочев, Стефан Попвасилев и Димитър Христов Чорбаджийски (Чудомир), за да създадат редакционен комитет. Вестникът, освен че отразява новините, дава гласност на множество важни инициативи. Сред тях е учреденият от Иван Хаджиенов през 1917 г. фонд за постройка на техническо училище. Години наред фондът е неизползван, но чрез вестника Петър Топузов повдига въпроса и през 1924 г. се избира комитет, на който става секретар. Казанлъшкият техникум е създаден и „всяка година дава на индустрията десетки квалифицирани работници“.
Петър Топузов казва за вестника: „Дългът на всеки казанлъчанин е да се грижи за подобрение и разпространение на „Казанлъшка Искра“. Всеки интелигентен казанлъчанин трябва да бъде нейн абонат, нейн сътрудник или поне кореспондент!“. Подчинява работата си на максимата: „Пиши истината, да става каквото ще!“.

## Други дейности
Топузов е също председател на Еснафското сдружение, член на управата на доброволческото дружество „Сливница“ и учител. Като помощник-кмет работи усилено за електрифицирането и залесяването на града през 1902 г.

## Смърт
Петър Топузов умира на 64 години в дома си в Казанлък на 22 юни 1930 година.
Повече от 10 некролога са издадени от името на казанлъшки учреждения и организации.
Настоятелството на читалище „Искра“ обявява тридневен траур и отпуска за неговото изпращане 4000 лв. Погребението му преминава под звуците на военна музика и народен хор.